# Antonio del Giudice
Antonio del Giudice, (Nápoles, 1657 - Sevilla, 1733), duque de Giovinazzo, príncipe de Cellamare.
Desde muy joven entró al servicio del rey Carlos II de España, de cuyo favor gozó, así como el de su sucesor  Felipe V. Estuvo prisionero en Italia en 1707 y no fue canjeado hasta 1712, en cuya época fue nombrado embajador de España en la corte de Francia.
Instrumento de los proyectos hostiles de Giulio Alberoni, llegó a ser el alma de una conspiración formada en París en 1718 contra Felipe II de Orleans, regente del reino, que pretendía transferir la regencia de Francia al Rey de España . Pero esos proyectos fueron descubiertos por la locuacidad de una cortesana y el príncipe de Cellamare hubo de huir precipitadamente de Francia, siendo embargados todos sus papeles y sin tener en cuenta los privilegios del cargo. A pesar de las protestas y negativas que sobre el asunto se hizo desde el gobierno español, parece claro que todo se había hecho con el beneplácito del Rey de España, puesto que Cellamare siguió gozando del favor de Felipe V hasta su muerte en Sevilla en 1733. 

## Para saber más
- "Mémoires de la Régence", Ámsterdam, 1749 (en francés).
- "Histoire de la conspiration de Cellamare" de Jean Vatout, 1832(en francés).

- Datos: Q606143